# Mick Feld
Mick Feld es un deportista estadounidense que compitió en remo. Ganó una medalla de oro en el Campeonato Mundial de Remo de 1974, en la prueba de ocho con timonel ligero.

## Palmarés internacional
| Campeonato Mundial | Campeonato Mundial | Campeonato Mundial | Campeonato Mundial      |
| Año                | Lugar              | Medalla            | Prueba                  |
| ------------------ | ------------------ | ------------------ | ----------------------- |
| 1974               | Lucerna (Suiza)    | Medalla de oro     | Ocho con timonel ligero |